# Решётчатая кость
Решётчатая кость (лат. os ethmoidale) — непарная кость мозгового отдела черепа человека, отделяет носовую полость от полости черепа. Имеет близкую к кубической форму и ячеистое строение. Латинское название происходит от слова греч. ηθμοειδες — «решётчатый» и связано со схожестью ячеистой структуры кости с решёткой.
Расположена срединно, между лобной костью (os frontalis) (сверху), верхней челюстью (maxilla) (снизу) и клиновидной костью (os sphenoidalis) (сзади).

## Строение
Состоит из четырёх частей: вертикальная пластинка, горизонтальная пластинка и две латеральные массы, подвешенные к горизонтальной пластинке.
- Горизонтальная (продырявленная) пластинка (lamina cribrosa). Плоская, имеет квадратную форму и множество (до 20) мелких отверстий, через которые проходят в полость черепа волокна обонятельного нерва. Посредине разделена выступающим вверх петушиным гребнем (crista galli) вертикальной пластинки, к которому крепится твёрдая мозговая оболочка. В передней части имеет переднее решётчатое отверстие, в котором проходит одноимённая артерия и внутренний носовой нерв (V1). Также имеется два решётчатых желоба для обонятельных луковиц.
- Перпендикулярная пластинка (lamina perpendicularis). Тонкая, расположена в сагиттальной плоскости. Верхняя часть представляет собой петушиный гребень, к которому в его верхнепередней части крепится серп мозга. Передняя его часть заканчивается крыловидным отростком (processus alaris), сочленяющимся со слепым отверстием (foramen caecum). Нижняя часть вертикальной пластинки образует передневерхнюю (костную) часть носовой перегородки.
- Латеральные массы (решётчатый лабиринт, labyrinthus ethmoidalis). Парное объёмное образование, относится к придаточным пазухам носа. «Подвешены» к латеральным краям горизонтальной пластинки, состоят из воздухоносных ячеек, которые сообщаются между собой и с полостью носа. Внешняя поверхность участвует в образовании стенки глазницы глазничной (бумажной) пластинкой (lamina orbitalis). Медиальная поверхность обращена в полость носа и несёт на себе носовые раковины: среднюю (concha nasalis media), верхнюю (concha nasalis superior) и (вариант) наивысшую (concha nasalis suprema). Между верхней и средней носовой раковиной находится верхний носовой ход (meatus nasi superior), ниже средней раковины под её краем находится средний носовой ход (meatus nasi medius), снизу он ограничен верхним краем нижней носовой раковины. На заднем конце средней носовой раковины имеется изогнутый крючковидный отросток (processus uncinatus) для соединения с решётчатым отростком нижней носовой раковины. Сзади от него имеется выпячивание — большой решётчатый пузырёк (bulla ethmoidalis), представляющее собой одну из самых крупных ячеек лабиринта. Между крючковидным отростком и решётчатым пузырьком имеется воронкообразная щель (решётчатая воронка, infundibulum ethmoidale), через которую средний носовой ход сообщается с лобной пазухой (sinus frontalis).

Проекция расположения решётчатой кости
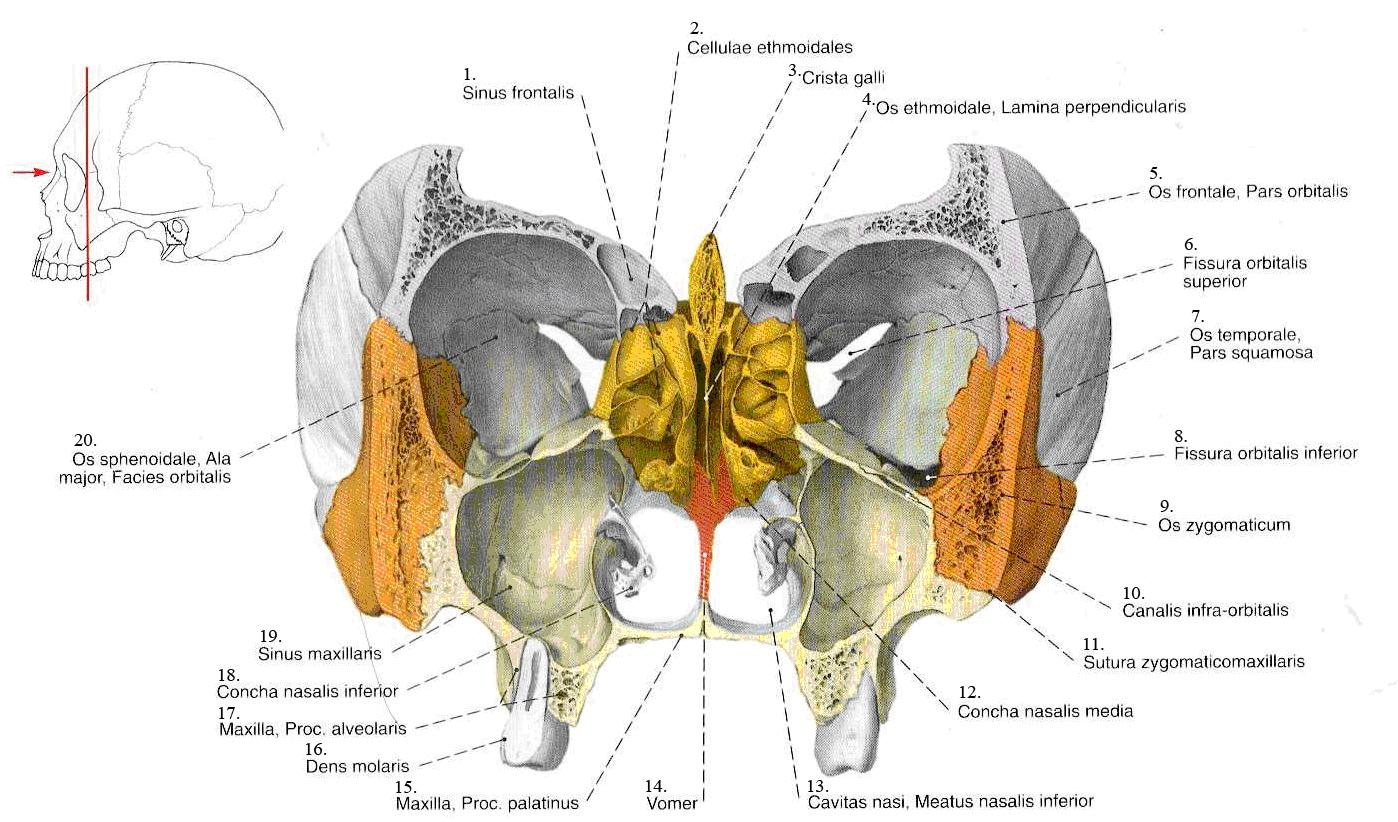
Расположение решётчатой кости на фронтальном срезе, рисунок, выделена жёлтым
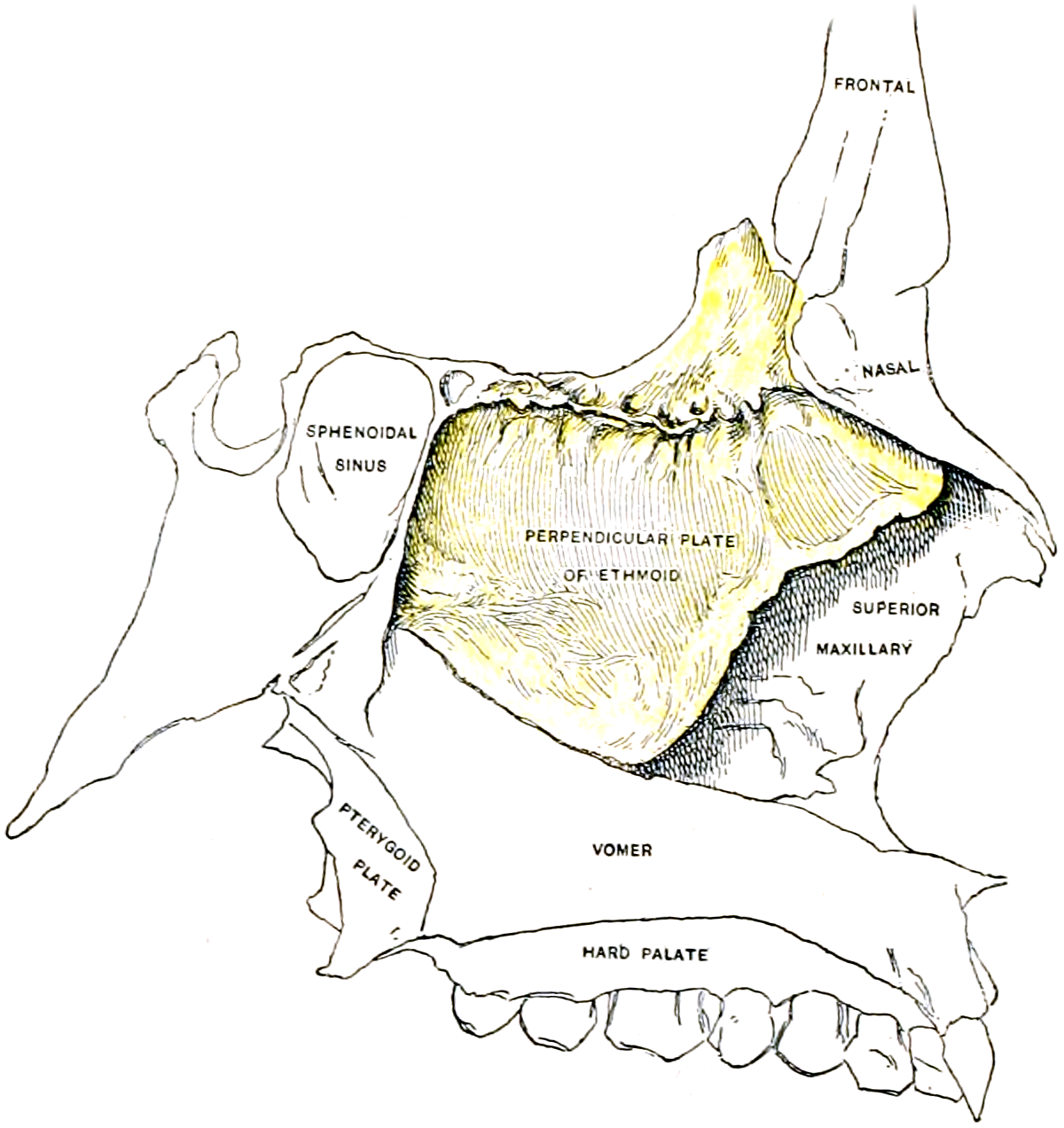
Перпендикулярная пластинка на сагитальном срезе, рисунок
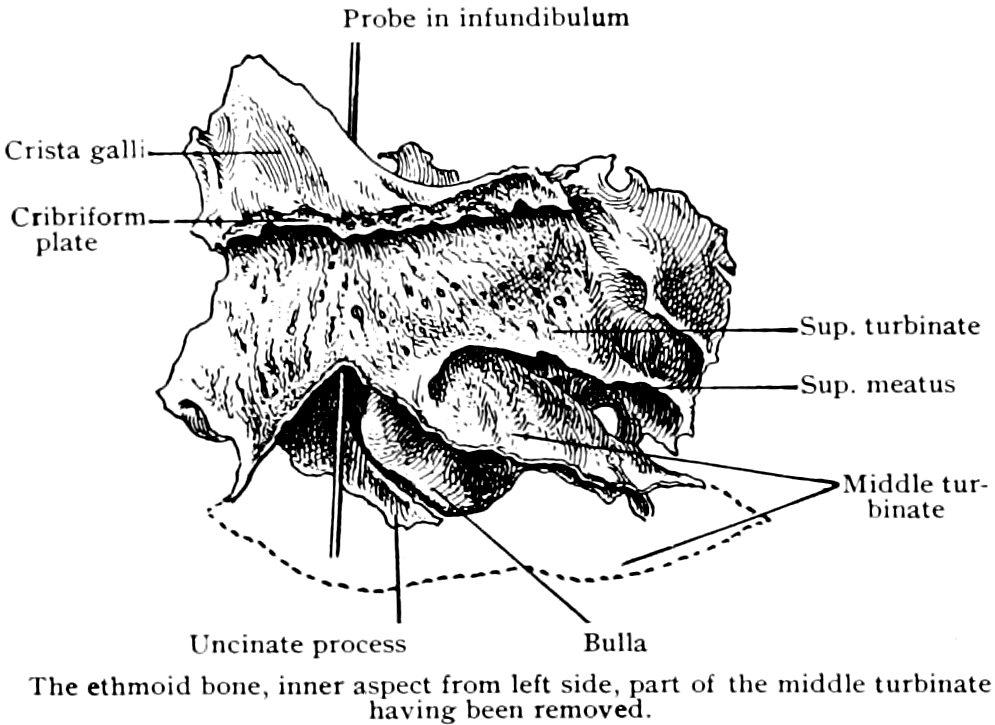
Правая половина решётчатой кости, вид с медиальной стороны, рисунок
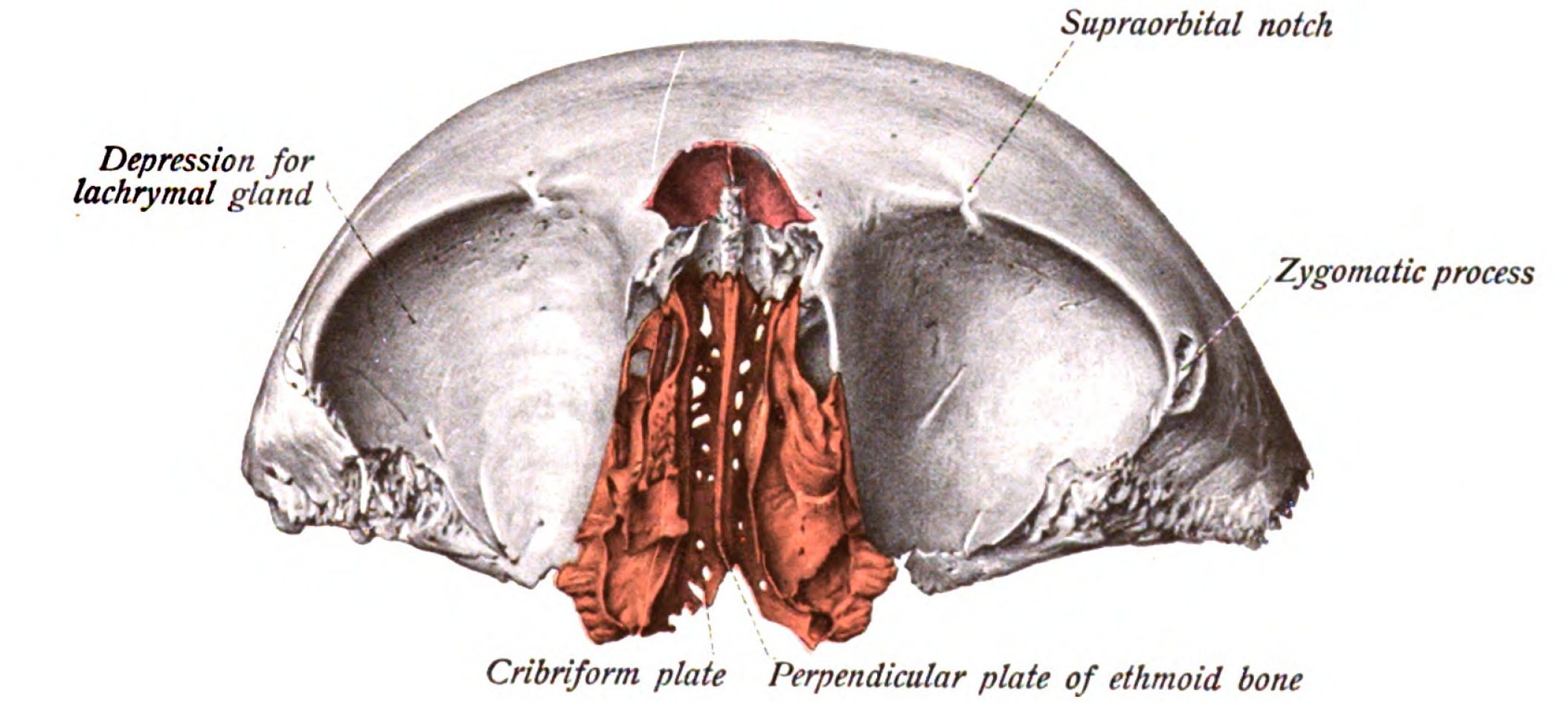
Расположение решётчатой кости, вид со стороны полости носа, выделена красным, розовым — лобные пазухи лобных костей
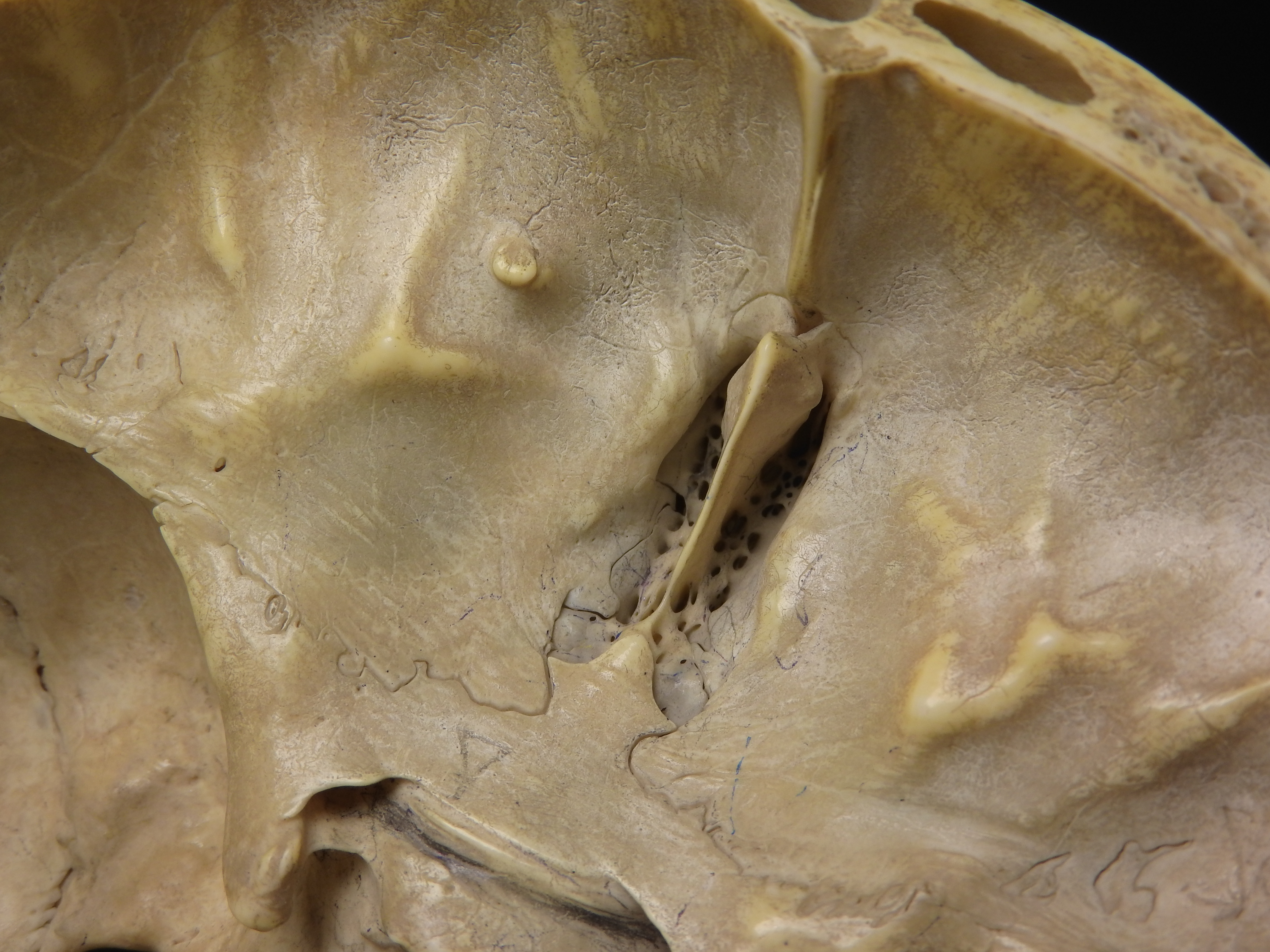
Петушийный гребень и продырявленная пластинка, вид изнутри черепной коробки
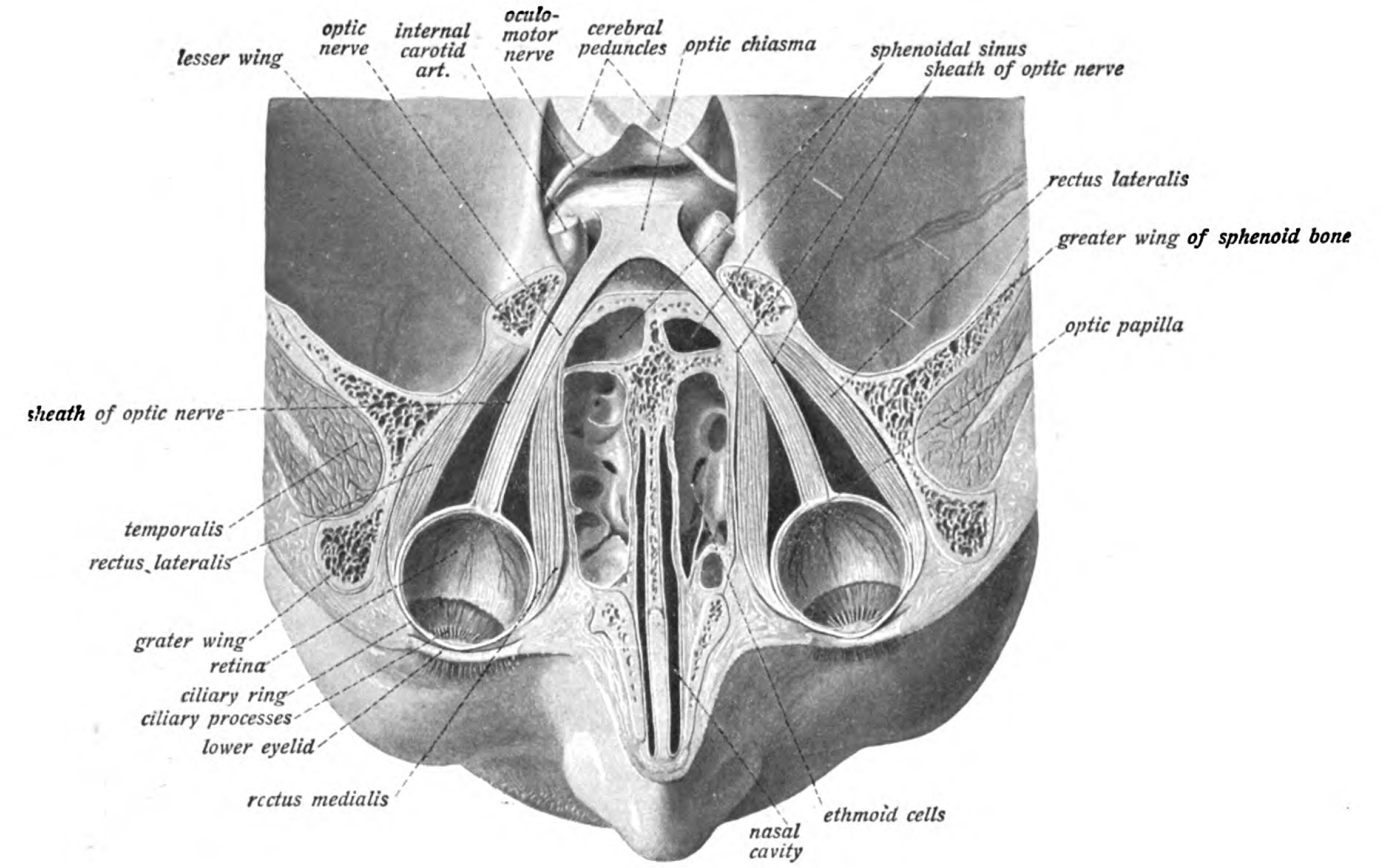
Ячейки решётчатого лабиринта и клиновидные пазухи клиновидной кости на горизонтальном срезе на уровне глазниц

## Соединения
- С лобной костью:

Горизонтальная пластинка и полуячейки латеральных масс соединяются с полуячейками решётчатой вырезки лобной кости гармоничным швом;
Передний край перпендикулярной пластинки соединяется с носовым шипом лобной кости.
- С клиновидной костью:

Задний край горизонтальной пластинки соединяется с решётчатым шипом клиновидной кости (соединение гибкое);
Задний край вертикальной пластинки соединяется с гребнем клиновидной кости гармоничным швом;
Задние края латеральных масс соединяются с передненаружными краями клиновидной кости гармоничным швом.
- С нёбной костью: нижним краем латеральных масс на уровне небного треугольника.
- С носовыми костями: передним краем вертикальной пластинки.
- С сошником: верхней частью переднего края с задненижней частью вертикальной пластинки.
- С верхней челюстью:

Внешней поверхностью латеральных масс с решётчатым гребнем лобного отростка верхней челюсти;
Нижнелатеральным краем с задней частью внутреннего края глазничной поверхности верхней челюсти.
- Со слёзными костями: латеральной поверхностью латеральных масс.
- С хрящем перегородки носа: нижнепередним краем вертикальной пластинки.
- С нижними носовыми раковинами: крючковидный отросток средней носовой раковины соединяется с решётчатым отростком нижней носовой раковины.

## Связь

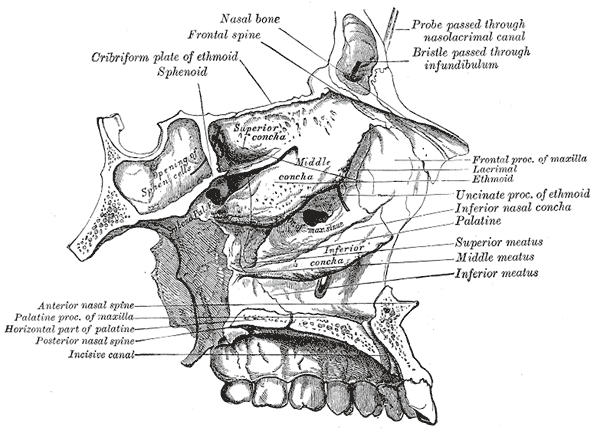
Кости носовой полости, вид с внутренней стороны

Через продырявленную пластинку проходят волокна обонятельного нерва (I пара ЧМН), обонятельные луковицы лежат на ней сверху.
Через переднее решётчатое отверстие горизонтальной пластинки проходит внутренний носовой нерв.
Передняя и задняя решётчатые артерии проходят через одноимённые отверстия горизонтальной пластинки, обеспечивая кровоснабжение слизистой носа.
Серп мозга прикрепляется спереди на верхушке петушиного гребня.

## Развитие
Имеет вторичное, хрящевое происхождение. Развивается из хряща носовой капсулы четырьмя ядрами окостенения: по одному в латеральных массах, петушином гребне и вертикальной пластинке. Ранее всего костенеют носовые раковины, затем решётчатая пластинка. На 6 месяце после рождения костенеет глазничная (бумажная) пластинка, на втором году начинается окостенение петушиного гребня. Вертикальная пластинка костенеет только к 6—8 годам жизни, а ячейки решётчатого лабиринта окончательно устанавливаются только к 12—14 годам.

## Повреждение
Легко подвержена повреждениям из-за пористой структуры. Перелом часто происходит от передневосходящего удара в область носа, в ДТП, драке или при падении. Костные осколки могут проникать сквозь решётчатую пластинку фактически в полость черепа, что вызывает ликворею (проникновение ликвора) в носовую полость. Появляющееся сообщение носовой и черепной полости может приводить к тяжёлой трудно поддающейся лечению инфекции ЦНС.
При переломах глазничной (бумажной) пластинки возникает сообщение носовой полости с глазницей, вызывающее параорбитальную подкожную эмфизему и экзофтальм (выпячивание глазного яблока) при чихании и сморкании.
В связи с тесной связью решётчатой кости с обонятельным нервом, её повреждения могут вызывать потерю (аносмия) или ухудшение (гипосмия) обоняния.